# Championnats de Slovaquie de cyclo-cross
Les championnats de Slovaquie de cyclo-cross sont des compétitions annuelles de cyclo-cross auxquelles participent les coureurs de cyclo-cross slovaques. La première édition s'est tenue en 1995. Au total, quatre championnats sont organisés : juniors (17-18 ans), espoirs (moins de 23 ans) et élites pour les hommes et un championnat féminin. Jusqu'en 1992, c'était le championnat de Tchécoslovaquie qui était organisé.

## Palmarès masculin

### Élites
| Année | Or             | Argent             | Bronze             |
| ----- | -------------- | ------------------ | ------------------ |
| 1995  | Lubos Bachraty | Ratislav Glajza    | Roland Krajci      |
| 1997  | Ondrej Glajza  | Maros Kovac        | Roland Krajci      |
| 1998  | Robert Glajza  | Roland Krajci      | Milan Barenyi      |
| 1999  | Robert Glajza  | Milan Barenyi      | Roland Krajci      |
| 2000  | Robert Glajza  | Pavol Medved       | Viliam Liptak      |
| 2001  | Robert Glajza  | Vaclav Metlicka    | Pavol Medved       |
| 2002  | Robert Glajza  | Vaclav Metlicka    | Pavol Medved       |
| 2003  | Robert Glajza  | Vaclav Metlicka    | Pavol Medved       |
| 2004  | Robert Glajza  | Milan Barenyi      | Vaclav Metlicka    |
| 2005  | Milan Barenyi  | Vaclav Metlicka    | Robert Glajza      |
| 2006  | Milan Barenyi  | Vaclav Metlicka    | Robert Glajza      |
| 2007  | Maros Kovac    | Milan Barenyi      | Robert Glajza      |
| 2007  | Milan Barenyi  | Maros Kovac        | Robert Glajza      |
| 2008  | Milan Barenyi  | Vaclav Metlicka    | Maros Kovac        |
| 2009  | Robert Gavenda | Robert Glajza      | Vaclav Metlicka    |
| 2010  | Robert Gavenda | Milan Barenyi      | Vaclav Metlicka    |
| 2011  | Robert Gavenda | Martin Haring      | Vaclav Metlicka    |
| 2012  | Martin Haring  | Robert Gavenda     | Milan Barenyi      |
| 2013  | Martin Haring  | Robert Gavenda     | Michal Lami        |
| 2014  | Martin Haring  | Ondrej Glajza      | Jaroslav Chalas    |
| 2015  | Martin Haring  | Ondrej Glajza      | Šimon Vozár        |
| 2016  | Martin Haring  | Šimon Vozár        | Ondrej Glajza      |
| 2017  | Martin Haring  | Šimon Vozár        | Matej Ulík         |
| 2018  | Ondrej Glajza  | Matej Ulík         | Martin Haring      |
| 2019  | Matej Ulík     | Martin Haring      | Šimon Vozár        |
| 2020  | Matej Ulík     | Jakub Kurty        | Ondrej Glajza      |
| 2021  | Matej Ulík     | Šimon Vozár        | Martin Haring      |
| 2022  | Martin Haring  | Samuel Kováč       | Šimon Vozár        |
| 2023  | Matej Ulík     | Samuel Kováč       | Sebastian Michalec |
| 2024  | Matej Ulík     | Sebastian Michalec | Marek Mojto        |

### Espoirs
- 2000 Branislav Stejskal
- 2001 Peter Košút
- 2002 Marian Zovcak
- 2003 Stefan Gajdosik
- 2004 Marien Hecl

- 2006 Robert Bachraty
- 2007 Róbert Gavenda
- 2008 Róbert Gavenda

### Juniors
- 2003 Michal Prachar

- 2005 Róbert Gavenda
- 2006 Róbert Gavenda
- 2007 Peter Sagan
- 2008 Matej Medved
- 2009 Jaroslav Chalas
- 2010 Ondřej Glajza
- 2011 Ondřej Glajza
- 2012 Šimon Vozár
- 2013 Juraj Bellan
- 2014 Jakub Kurty
- 2015 Ian Gajdosik
- 2016 Jakub Varhaňovský
- 2017 Lukáš Kubiš
- 2018 Jakub Jencus
- 2019 Matej Piga
- 2020 Lukáš Sokolík
- 2021 Matthias Schwarzbacher
- 2022 Matthias Schwarzbacher
- 2023 Jakub Benča
- 2024 Michal Šichta

## Palmarès féminin
| Année | Or                   | Argent               | Bronze               |
| ----- | -------------------- | -------------------- | -------------------- |
| 2007  | Julia Kubikova       | Zuzana Vojtasova     | Natalia Simorova     |
| 2008  | Zuzana Vojtasova     | Michaela Malarikova  | Julia Kubikova       |
| 2009  | Zuzana Vojtasova     | Michaela Malarikova  |                      |
| 2010  | Zuzana Vojtasova     | Veronika Gandzalova  | Marianna Findrova    |
| 2011  | Janka Keseg Števková | Tereza Medvedová     | Zuzana Vojtasova     |
| 2012  | Tereza Medvedová     | Kristína Lapinová    | Zuzana Vojtasova     |
| 2013  | Tereza Medvedová     | Janka Keseg Števková | Livia Hanesova       |
| 2014  | Janka Keseg Števková | Livia Hanesova       | Erika Glajzova       |
| 2015  | Janka Keseg Števková | Tatiana Jaseková     | Livia Hanesova       |
| 2016  | Janka Keseg Števková | Tereza Medvedová     | Tatiana Jaseková     |
| 2017  | Janka Keseg Števková | Tatiana Jaseková     | Erika Glajzova       |
| 2018  | Janka Keseg Števková | Natalia Glajzova     | Marianna Findrova    |
| 2019  | Janka Keseg Števková | Tatiana Jaseková     | Radka Paulechová     |
| 2020  | Tereza Kurnická      | Janka Keseg Števková | Erika Glajzova       |
| 2021  | Tereza Kurnická      | Erika Glajzova       | Martina Krahulcová   |
| 2022  | Viktória Chladoňová  | Janka Keseg Števková | Dorota Vojtisková    |
| 2023  | Viktória Chladoňová  | Sofia Ungerová       | Tereza Kurnická      |
| 2024  | Viktória Chladoňová  | Sofia Ungerová       | Janka Keseg Števková |

## Sources
- Siteducyclisme.net
- Palmarès masculin
- Palmarès féminin